# Bertin Leblanc
Pour les articles homonymes, voir Leblanc.
Bertin LeBlanc est un directeur d'école et un homme politique canadien.

## Biographie
Bertin LeBlanc est né le 28 décembre 1945 dans le village de Sainte-Marie-de-Kent, à Sainte-Marie, au Nouveau-Brunswick. Son père est Louis LeBlanc et sa mère est Lydia Bastarache. Il étudie à l'Université de Moncton. Il épouse Anise Maillet le 6 juillet 1968 et le couple a deux enfants.
Il est député de Kent-Sud à l'Assemblée législative du Nouveau-Brunswick de 1978 à 1982 en tant que libéral.